# Whitney (cràter)
Whitney és un cràter d'impacte en el planeta Venus de 42,5 km de diàmetre. Porta el nom de Mary Watson Whitney (1847-1921), astrònoma estatunidenca, i el seu nom va ser aprovat per la Unió Astronòmica Internacional el 1994.